# 麦德森20毫米机关炮
麦德森20毫米机关炮是丹麥工業辛迪加在1930年代開發的多用途機炮。可用于地面、艦艇高射炮或反戰車武器。

## 簡介
麥德森機關炮承襲了赫爾曼·麥德森的名號並非僅有品牌的傳承，該機砲的槍機結構設計多是由1902年研發的麥德森輕機槍放大，與機槍版最不同的部分是後座力吸收機制由液壓緩衝替換的彈簧緩衝，以抑止為其特製的20 × 120公厘彈藥。
最初研發單位是為了研製出一款新型航空機關炮，但是因為彈藥威力比既有的空用機砲要強，在1930年代成熟的擺設位置是放置在液冷發動機的中間，飛機設計師擔心槍械的後座力會干擾到引擎運作，因此空用機砲構想被放棄。後來研發繼續，但轉用為地面使用的機砲，第一款麥德森機砲在1933年制式化，並提供了四種規格的砲架供客戶挑選。
1. 帶輪胎砲架的平射反戰車機砲版本，可供馬匹、人力拖弋，或放置在車上，甚至是裝設在摩托車的邊車上。又配稱為麥德森F5型
2. M1937砲架，又稱通用版。運輸時固定在運輸炮架上，射擊時更換四腳架，除平射外也可作為中口徑高射炮運用
3. 反戰車槍版，使用雙腳架，以人力背負移動，原廠建議僅保留單發射擊模式
4. 艦載版，配備有萬向節槍架，高射平射雙用。

丹麥國防軍採購的麥德森機砲則是使用不同於外銷的23公厘口徑炮彈版本，長度和20 × 120公厘砲彈相近。
反戰車機砲版本的麥德森機砲標準搭配15發彈莢。20公厘砲彈在100 m距离穿甲42 mm；在500 m距离穿甲32 mm。
在皇家丹麥陸軍服役的麥德森機砲在1940年德國入侵丹麥時曾用於抵抗德軍裝甲部隊攻擊，擊毀了11輛裝甲車、2輛一號戰車。
1938年八路军第120师炮兵连获得国府調拨的2门麦德森20毫米机关炮。1939年7月，兵工署五十兵工廠授命製造丹麦麦德森式20毫米高射机关炮，并订购100门材料與相關工具機。但因战争影响，材料與機具皆未能完成进口，導致计划落空。1944年3月，第21兵工厂（原金陵兵工厂）奉命將原先已購入的麥德森機砲材料製造成品，同年11月仿造成功，该炮初速890m/s,最大仰角82度，最大射程3500米，射速每分钟125发，性能优良，但由于缺乏材料，仅生产4门样炮即停产。

## 用户
- 阿根廷
- 比利时
- 巴西
- 保加利亚
- 中華民國[4]
- 哥伦比亚
- 捷克斯洛伐克
- 丹麦
- 爱沙尼亚
- 芬兰
- 法國
- 納粹德國
- 匈牙利
- 愛爾蘭
- 伊朗
- 義大利
- 挪威
- 巴拉圭
- 波蘭 (仅评估)
- 葡萄牙
- 西班牙
- 瑞典[1]
- 泰國